# Гуэрра, Себастьян
Себастьян Гуэрра Наварро (исп. Sebastián Guerra Navarro; род. 8 января 2001, Медельин) — колумбийский футболист, вратарь клуба «Атлетико Уила».

## Клубная карьера
Гуэрра — воспитанник клуба «Атлетико Насьональ». 29 ноября 2020 года в матче против «Америка Кали» он дебютировал в Кубке Мустанга. В 2021 году Себастьян на правах аренды перешёл в «Вальедупар». 28 июля в матче против «Реал Картахена» он дебютировал в колумбийской Серии B. В 2023 году игрок покинул «Атлетико Насьональ» и выступал за дублирующий состав американского «Атланта Юнайтед». В начале 2024 года Гуэрра вернулся на родину, став игроком клуба «Атлетико Уила». 21 февраля в матче против «Реал Кундинамарка» он дебютировал за новую команду. 

## Международная карьера
В 2023 году в составе олимпийской сборной Колумбии Гуэрра принял участие в домашних Панамериканских играх. На турнире он сыграл в матчах против команд Гондураса и Бразилии.